# Gareth Dyke
Gareth John Dyke ist ein Wirbeltier-Paläontologe, der sich insbesondere mit Dinosauriern und Vögeln befasst.
Dyke erwarb 1997 seinen Bachelor in Biologie und Geologie an der University of Bristol und wurde dort 2000 in Paläontologie promoviert. Als Post-Doktorand war er am American Museum of Natural History bei Joel Cracraft. Ab 2002 war er Lecturer (ab 2007 Senior Lecturer) am University College Dublin und 2011 Senior Lecturer in Wirbeltier-Paläontologie an der University of Southampton.
Er ist Research Associate des AMNH und des National Museum of Ireland.
Er befasste sich unter anderem mit Vögeln des frühen Eozän, unter anderem aus dem Londoner Ton (London Clay), und ihre Entwicklung nach der Wende Kreide/Tertiär, der Entwicklung von Vögeln in der Kreide, Evolution von Flügeln, Federn und Flug, Flugmechanik von Pterosauriern, den Umweltverhältnissen in Siebenbürgen zur Kreidezeit und der Evolution von Hühnervögeln.
2010 veröffentlichte er mit Robert Nudds einen Aufsatz, in dem er darlegte, dass die Struktur des Federschafts von Archaeopteryx und Confuciusornis gegen aktives Fliegen sprechen würde. Dem ist unter anderem von Philip J. Currie, Gregory Paul und Luis Chiappe widersprochen worden, unter anderem mit Hinweis auf Meßproblemen der Schaftstärken und falsche Ansätze bei den Gewichten.
2008 war er einer der Beschreiber eines der vielleicht ältesten bekannte Papageien, gefunden im Eozän von Dänemark (Mopsitta tanta). Mit Cyril Alexander Walker beschrieb er 2009 den argentinischen Enantiornithen Elbretornis und 2007 mit Walker und Éric Buffetaut den Enantiornithen Martinavis (späte Kreide, Südfrankreich, Argentinien, Nordamerika).
Mit Darren Naish beschrieb er 2004 Heptasteornis aus der späten Kreide Rumäniens als (ersten in Europa gefundenen) Vertreter der Alvarezsauridae (zuvor wurden die fragmentarischen Funde von Franz Nopcsa auch schon als Eule beschrieben).
Er bearbeitet auch Funde aus den seit dem 19. Jahrhundert bekannten kreidezeitlichen Fundstellen der Isle of Wight, so 2013 einen neuen Pterosaurier Vectidraco daisymorrisae (nach der fünfjährigen Finderin benannt).
Er arbeitet an einer Biographie von Franz Nopcsa.

## Schriften
- mit Istvan Fozy, Istvan Szente Fossils of the Carpathian Region, Indiana University Press 2013
- Herausgeber mit Gary Kaiser Living dinosaurs: the evolutionary history of modern birds, Chichester, Wiley, 2011
- mit Luis M. Chiappe: The beginnings of birds: recent discoveries, ongoing arguments and new directions, in: Jason S. Anderson, Hans-Dieter Sues (Herausgeber) Major Transitions in Vertebrate Evolution, Bloomington, US, Indiana University Press, 2007, S. 303–336
- mit Chiappe Fossil vertebrates: birds, in Selley, Cocks, Plimer (Herausgeber), Encyclopedia of Geology, Elsevier 2005
- mit Chiappe The early evolutionary history of birds. In: J. Paleont. Soc. Korea. 22, Nr. 1, 2006, S. 133–151, pdf